# Посёлок шлюза «Северка»
Посёлок шлюза «Северка» — посёлок в Коломенском районе Московской области. Население — 23 чел. (2010).

## Расположение
Посёлок шлюза «Северка» расположен в центральной части Коломенского района, на берегу реки Москвы, примерно в 5 км к северу от города Коломны. Высота над уровнем моря 105 м.

## История
До 2006 года посёлок шлюза «Северка» входил в состав Хорошовского сельского округа Коломенского района.

## Население
| 2002 | 2006 | 2010 |
| ---- | ---- | ---- |
| 27   | ↗30  | ↘23  |